# Licitație cu suflete (film din 1997)
Licitație cu suflete este un film românesc din 1997 regizat de Laurențiu Damian, Anca Damian.